# Annexion russe du Sud et de l'Est de l'Ukraine

Carte montrant les territoires ukrainiens revendiqués par la Russie (seule une partie en est réellement occupée en septembre 2022).

L'annexion des régions du Sud et de l'Est de l'Ukraine par la fédération de Russie est un épisode de la guerre russo-ukrainienne. Elle est décrétée le 30 septembre 2022 par le président russe, Vladimir Poutine, à la suite de référendums organisés par les forces russes entre le 23 et le 27 septembre 2022 dans les territoires qu'elles occupent partiellement depuis l'invasion générale de l'Ukraine par la Russie à partir de février 2022. L'annexion concerne les oblasts ukrainiens de Donetsk, de Kherson, de Louhansk et de Zaporijjia, dont font partie les républiques populaires autoproclamées de Donetsk et de Lougansk, deux régions séparatistes ukrainiennes prorusses. La péninsule ukrainienne de Crimée avait quant à elle été envahie et annexée en 2014.
Le 20 décembre 2022, dans une déclaration aux employés des services de sécurité, du renseignement extérieur et de la protection des hauts responsables, Vladimir Poutine reconnaît une situation « extrêmement difficile » dans les territoires ukrainiens annexés en septembre.

## Contexte

En vert foncé, la péninsule de Crimée ; en vert, l'Ukraine.

À la suite des événements de l'Euromaïdan, la République de Crimée déclare son indépendance vis-à-vis de l'Ukraine le 11 mars 2014. Le gouvernement du nouvel état, appuyé du soutien des forces russes organise un référendum d'autodétermination le 16 mars de la même année où 96 % des votants se prononcent en faveur d'un rattachement à la Russie, qui est proclamée dans la foulée. En avril 2014, des groupes séparatistes prorusses de l'est de l'Ukraine organisent des référendums d'autodétermination, puis proclament l'avènement d'une république populaire de Donetsk (dans l'oblast de Donetsk) et d'une république populaire de Lougansk (dans l'oblast de Louhansk). Ces référendums ne sont reconnus que par la Russie, la Syrie et la Corée du Nord. Le 24 février 2022, la Russie lance une invasion à grande échelle de l'Ukraine.
Le 20 septembre 2022, les séparatistes de la république populaire de Donetsk, de la république populaire de Lougansk, ainsi que les administrations d'occupation de l'oblast de Kherson et de l'oblast de Zaporijjia, annoncent la tenue de référendums sur l'adhésion à la Russie du 23 au 27 septembre,,. Le territoire en jeu s'élève à plus de 90 000 km2, soit environ 15 % de la superficie totale de l'Ukraine (égale à la taille de la Hongrie ou du Portugal).

## Résultats des référendums et annexion
Les référendums d'autodétermination se tiennent, en dépit de nombreuses violations de droit :
- le principe « une personne, une voix » est violé, car un seul vote est autorisé par ménage[6],[7],[8],[9] ;
- les électeurs n'ont besoin d'aucune pièce d'identité pour voter[10] ;
- aucun observateur indépendant n'est présent, ni aucune organisation reconnue[11] ;
- seuls des soldats identifiés comme russes accompagnent les employés des bureaux de vote qui vont recueillir les votes à domicile[11] ;
- les seuls votes à distance sont recueillis en Russie[11].

Le 27 septembre, des responsables russes affirment que le référendum dans l'oblast de Zaporijjia recueille 93,11 % de voix favorables à l'adhésion à la fédération de Russie,. Le 30 septembre, la Russie annexe les quatre régions de Louhansk, Donetsk, Zaporijjia et Kherson conformément à une annonce de la veille.
L'ONU, par la voix de son sous-secrétaire général aux affaires politiques, rejette le référendum : « Les actions unilatérales visaient à donner un vernis de légitimité à la tentative d'acquisition par la force par un État du territoire d'un autre État, tout en prétendant représenter la volonté du peuple, ne peuvent être considérées comme légales au regard du droit international ».
En décembre 2022, après les annexions, Poutine se vante d'avoir fait de la mer d'Azov une mer intérieure russe, une ambition qu'il partageait avec Pierre Ier le Grand (r. 1682–1725).

## Réaction ukrainienne
Le 7 août 2022, le président de l'Ukraine, Volodymyr Zelensky, déclare que « si les occupants s'engagent sur la voie des pseudo-référendums, ils se fermeront toute possibilité de pourparlers avec l'Ukraine et le monde libre, dont la partie russe aura clairement besoin à un moment donné ».
Le 30 septembre, le président de l'Ukraine annonce que son pays signe une « demande d'adhésion accélérée à l'OTAN ».